# Política de Goiana
De acordo com a Constituição de 1988, Goiana está localizada em uma república federativa presidencialista. A forma de Estado foi inspirada no modelo estadunidense, no entanto, o sistema legal brasileiro segue a tradição romano-germânica do Direito Positivo. O federalismo no Brasil é mais centralizado do que o federalismo estadunidense; os estados brasileiros têm menos autonomia do que os estados norte-americanos, especialmente quanto à criação de leis.
Em Goiana, o Poder Executivo é representado pelo prefeito e gabinete de secretários, em conformidade ao modelo proposto pela Constituição Federal. O Poder Legislativo é constituído à câmara, composta por 10 vereadores eleitos para mandatos de quatro anos (em observância ao disposto no artigo 29 da Constituição). Cabe à casa elaborar e votar leis fundamentais à administração e ao Executivo, especialmente o orçamento participativo (Lei de Diretrizes Orçamentárias). Conquanto seja o poder de veto assegurado ao prefeito, o processo de votação das leis que se lhe opõem costuma gerar conflitos entre Executivo e Legislativo. O Poder Judiciário, cuja instância máxima é o Supremo Tribunal Federal, por sua vez é responsável por interpretar a Constituição Federal. O município de Goiana, não possui assim, constituições próprias, em vez disso possui leis orgânicas. O ex-prefeito Beto Gadelha, eleito no ano de 2004, teve o mandato cassado no ano de 2006 pelo Tribunal Superior Eleitoral (TSE) por abuso de poder econômico nas eleições do ano de 2004, sendo substituído, temporariamente pelo presidente da câmara na época, Henrique Fenelon. Houve, depois da cassação, novas eleições para prefeito, na qual o foi o mesmo Henrique Fenelon.
As últimas eleições municipais, realizadas no ano de 2008, tiveram cinco candidatos a prefeito. O candidato Iretônio, teve 205 votos, correspondendo a 0,47% do total de votos, o candidato Sargento Menezes teve 1.392 votos correspondendo a 3,21% do total, o candidato Beto Gadelha, ex-prefeito, teve 12.087 votos correspondendo a 27,88% do total e o também ex-prefeito e candidato Edval Soares teve 14.326 votos o correspondente a 33,05% do total. O prefeito reeleito, Henrique Fenelon, teve 15.339 votos o que correspondente a 35,28% do total de votos. A bancada câmara municipal está dividida em 2 cadeiras para o PDT, 2 cadeiras para o PC do B, 1 cadeira do PSC, 1 cadeira do PMN, 1 cadeira do PSB, 1 cadeira do PSDC, 1 cadeira do PRP e 1 cadeira do PP num total de dez cadeiras. O total de eleitores que votaram nas últimas eleições foi de 46.673 pessoas, o que correspondente a 85,7% do total habilitados a participar.